# Герб Чехова
Герб Чехова — официальный геральдический символ города Чехова. Впервые принят в 1981 году, современный вариант утвержден в 2007 году.

## Описание
Описание герба города Чехова:

В пурпурном поле с золотой узкой каймой серебряная чайка, летящая вправо с воздетыми и распростертыми крыльями— Решение Совета депутатов городского поселения Чехов от 15.11.2007 г. № 66/11.
Герб МО внесен в Государственный геральдический регистр Российской Федерации под № 3681.
Герб города Чехова может воспроизводиться с вольной частью (четырехугольником, примыкающим к верхнему и правому краю щита с воспроизведёнными в нем фигурами герба Московской области); со статусной короной установленного образца.

## Символика
Герб композиционно и стилистически перекликается с гербом Чеховского муниципального района, тем самым символизируя общность интересов и неразрывность истории двух муниципальных образований. За основу этих гербов — города и района — взят герб, утверждённый в 1981 году. Стилизованное изображение чеховской чайки аллегорически указывает на происхождение названия города — по имени А. П. Чехова, который жил сравнительно долгое время в усадьбе Мелихово, расположенной на чеховской земле. Пурпур — символ славы, благородства, достоинства, созвучен наиболее часто применяемому цвету театральных занавесов. Серебро — символ творчества, чистоты, совершенства, мира и взаимопонимания. Золотая кайма, окружающая герб, символизирует город Чехов как центр одноименного района, окружающего город. Золото — символ урожая, богатства, стабильности, величия, интеллекта, великодушия.

## История
Первый герб Чехова разработан И.П. Шуваловым и А.Ю. Аверьяновым и утвержден 5 июля 1981 года Решением Бюро ГК КПСС и исполкома Чеховского городского Совета народных депутатов:

«Геральдический щит разделен на три части. В верхней части на золотом фоне изображена Кремлёвская стена, символизирующая принадлежность города к столичной области. Ниже на голубом фоне помещено стилизованное изображение Чеховской чайки, указывающее на происхождение названия города - по имени великого русского писателя А.П.Чехова, который жил сравнительно долгое время в усадьбе Мелихово, расположенной в районе. В нижней части щита на зеленом поле изображен развернутый лист бумаги и вертикально размещенная на нем полиграфическая матрица. Этим подчеркивается еще одна особенность города, в котором действует крупнейший в стране полиграфический комбинат. Зеленый фон означает, что окрестности города богаты зелеными угодьями и лесами».